# 中津合同庁舎
中津合同庁舎（なかつごうどうちょうしゃ）は、大分県中津市に所在する、複数の国の出先機関が入居する合同庁舎である。

## 概要
複層ガラスによる窓断熱、ライトシェルフによる日射遮蔽、太陽光発電、照明・空調制御、ノンフロン空調、雨水利用設備の採用等により地球環境負荷を軽減した、いわゆるグリーン庁舎の代表例で、平成13年度国土交通白書でも紹介されている

## 所在地
- 大分県中津市大字中殿550番地20

## 入居する機関

### 国の機関
- 法務省
  - 大分地方法務局中津支局
- 厚生労働省
  - 中津労働基準監督署
- 財務省国税庁
  - 中津税務署